# Исторический процесс (телепередача)
«Исторический процесс» — телевизионное историко-политическое ток-шоу, выходившее по будням поздно вечером на канале «Россия-1» с 11 августа 2011 года по 6 июня 2012 года. Участниками программы являются: С. Е. Кургинян (1-15 передачи), Н. К. Сванидзе, а также их свидетели-помощники. Ранее похожее шоу выходило на Пятом канале под названием «Суд времени». Основное различие состоит в том, что если раньше обсуждались отдельные исторические события, то теперь основными темами обсуждений являются исторические параллели. Н. Сванидзе, игравший в «Суде времени» роль судьи, теперь стал равноправным участником.
С февраля по март 2012 года программа ушла в отпуск в связи с проведением президентских выборов. Помимо «Исторического процесса», в отпуск были отправлены и другие разговорные программы общественно-политического характера.
11 марта 2012 года Сергей Кургинян объявил о своём уходе из проекта. Начиная с 16-й передачи его заменил замгендиректора ВГТРК Дмитрий Киселёв, неоднократно выступавший в передаче на стороне Кургиняна.
В программе проводилось интерактивное телефонное и SMS-голосование за ту или иную участвующую в дискуссии сторону.

## Отличия от Суда времени
Хотя «Исторический процесс» и является продолжением программы «Суд времени», они имеют существенные различия.
| Основной критерий        | Суд времени                    | Исторический процесс        |
| ------------------------ | ------------------------------ | --------------------------- |
| Темы обсуждений          | Отдельные исторические события | Исторические параллели      |
| Хронометраж              | 60 минут                       | 100 минут                   |
| Длительность обсуждений  | От 2 до 5 выпусков             | 1 выпуск                    |
| Частота выхода в эфир    | 5 раз в неделю                 | 1 раз в неделю              |
| Наличие арбитра в студии | Николай Сванидзе               | Нет (есть закадровый голос) |

## Темы передач и результаты голосований
| №  | Дата       | Тема                                                                                               | Результаты Голосования (за Кургиняна/Kиселёва — за Сванидзе) | Результаты Голосования (за Кургиняна/Kиселёва — за Сванидзе) | Результаты Голосования (за Кургиняна/Kиселёва — за Сванидзе) | Результаты Голосования (за Кургиняна/Kиселёва — за Сванидзе) | Результаты Голосования (за Кургиняна/Kиселёва — за Сванидзе) | Видео          | Видео    |
| №  | Дата       | Тема                                                                                               | Москва и Центр- альная Россия                                | Урал и Запад- ная Сибирь                                     | Восточная Сибирь                                             | Дальний Восток                                               | Камчатка                                                     | Видео- порталы | Россия-1 |
| -- | ---------- | -------------------------------------------------------------------------------------------------- | ------------------------------------------------------------ | ------------------------------------------------------------ | ------------------------------------------------------------ | ------------------------------------------------------------ | ------------------------------------------------------------ | -------------- | -------- |
| 1  | 11.08.2011 | Правовая защищённость: от сталинских чрезвычайных троек до дела Магнитского                        | 37 017 — 7709 83 % — 17 %                                    |                                                              |                                                              |                                                              | 63,4 %-36,6 %                                                |                |          |
| 2  | 18.08.2011 | Чрезвычайное положение: от Корнилова до ГКЧП                                                       | 63 854 — 10 255 86 % — 14 %                                  | 86,7 %-13,3 %                                                | 88,2 % — 11,8 %                                              | 85,5 % — 14,5 %                                              | 77,4 %-22,6 %                                                |                |          |
| 3  | 25.08.2011 | Политическое цунами: от падения Берлинской стены до падения режима Каддафи                         | 57 254 — 5899 91 % — 9 %                                     | 93,6 % — 6,4 %                                               | 93,4 % — 6,6 %                                               | 92,9 % — 7,1 %                                               | 74,9 %-25,1 %                                                |                |          |
| 4  | 01.09.2011 | Накопление капитала: от перестроечных кооперативов до дела Ходорковского                           | 38 393 — 10 609 78 % — 22 %                                  | 79,2 %-20,8 %                                                | 79,2 % — 20,8 %                                              | 81,2 % — 17,8 %                                              | 81,8 %-18,2 %                                                |                |          |
| 5  | 07.09.2011 | Отношения с Западом: от Пакта Молотова — Риббентропа до сегодняшних антизападных настроений        | 55 087 — 6616 89 % — 11 %                                    | 89 % — 11 %                                                  | 89 % — 11 %                                                  | 92,5 % — 7,5 %                                               | 94,9 % — 5,1 %                                               |                |          |
| 6  | 14.09.2011 | Социальная справедливость: от сталинской системы распределения до современного расслоения общества | 68 499 — 9 192 88 % — 12 %                                   |                                                              |                                                              |                                                              | 95,6 % — 4,4 %                                               |                |          |
| 7  | 21.09.2011 | Судьба капитализма: От Капитала Маркса до современного финансового кризиса                         | 60 015 — 6 291 90,5 % — 9,5 %                                | 95,5 % — 4,5 %                                               |                                                              | 97,2 % — 2,8 %                                               | 88,7 %-11,3 %                                                |                |          |
| 8  | 28.09.2011 | Разгон парламента: от роспуска Думы в 1907 году до октября 1993-го                                 | 63 644 — 6 522 91 % — 9 %                                    | 94,8 % — 5,2 %                                               | 96,8 % — 3,2 %                                               | 97,3 % — 2,7 %                                               | 97,5 % — 2,5 %                                               |                |          |
| 9  | 12.10.2011 | Судьба Юлии Тимошенко: от триумфа до обвинения                                                     | 30 206 — 4 183 88 % — 12 %                                   |                                                              |                                                              |                                                              | 88,6 %-11,4 %                                                |                |          |
| 10 | 19.10.2011 | Интеллектуальные потери: от философского парохода до современной «утечки мозгов»                   | 45 775 — 6 977 87 % — 13 %                                   |                                                              |                                                              |                                                              | 84,2 %-15,8 %                                                |                |          |
| 11 | 26.10.2011 | Политическая отставка: от Хрущёва до Гайдара                                                       | 109 000 — 46 714 70 % — 30 %                                 |                                                              |                                                              |                                                              | 92,2 % — 7,8 %                                               |                |          |
| 12 | 02.11.2011 | Призрак коммунизма: от Октябрьской революции 17-го года до современных антибуржуазных выступлений  | 113 902 — 46 523 71 % — 29 %                                 |                                                              |                                                              |                                                              |                                                              |                |          |
| 13 | 18.01.2012 | Судьба государственной власти: от февраля 1917 года до проспекта Сахарова                          | 89 324 — 12 749 87,5 % — 12,5 %                              | 80 % — 20 %                                                  | 81 % — 19 %                                                  | 90.5 % — 9,5 %                                               | 95.6 % — 4,4 %                                               |                |          |
| 14 | 25.01.2012 | Глобальное пробуждение: от гласности до твиттерных революций                                       | 73 020 — 7 559 91 % — 9 %                                    | 91,9 % — 8,1 %                                               | 93 % — 7 %                                                   | 94,7 % — 5,3 %                                               | 96,8 % — 3,2 %                                               |                |          |
| 15 | 01.02.2012 | Выборные технологии: от 1996 года до наших дней                                                    | 68 009 — 9 385 88 % — 12 %                                   |                                                              | 84,4 % — 15,6 %                                              | 90,8 % — 9,2 %                                               | 91,9 % — 8,1 %                                               |                |          |
| 16 | 14.03.2012 | Политический протест: от Майдана до Арбата                                                         | 44 680 — 22 731 66 % — 34 %                                  |                                                              |                                                              |                                                              |                                                              |                |          |
| 17 | 21.03.2012 | Политические заключённые: от декабристов Сенатской площади до «декабристов» Болотной               | 36 264 — 23 186 61 % — 39 %                                  |                                                              |                                                              |                                                              | 50,4 % — 49,6 %                                              |                |          |
| 18 | 28.03.2012 | Политическая журналистика: от «варварской интеллигенции» Каткова до «Анатомии протеста» НТВ        | 29 549 — 15 350 66 % — 34 %                                  |                                                              |                                                              | 22,1 % — 77,9 %                                              |                                                              |                |          |
| 19 | 04.04.2012 | Государство и частная жизнь: от советской статьи за гомосексуализм до антигейского закона сегодня  | 34 970 — 7 582 82 % — 18 %                                   |                                                              |                                                              |                                                              |                                                              |                |          |
| 20 | 18.04.2012 | Церковь и государство: от гонений 20-х годов до свободы совести сегодня                            | 36 811 — 13 612 73 % — 27 %                                  |                                                              |                                                              |                                                              | 77,5 % — 22,5 %                                              |                |          |
| 21 | 25.04.2012 | Свобода слова: от газеты «Правда» до Интернета                                                     | 20 179 — 9 984 67 % — 33 %                                   |                                                              |                                                              |                                                              |                                                              |                |          |
| 22 | 16.05.2012 | Великая Отечественная война: от начала Второй мировой до праздника Победы сегодня                  | 31 774 — 8 101 80 % — 20 %                                   |                                                              |                                                              |                                                              |                                                              |                |          |
| 23 | 06.06.2012 | Военная угроза: от Кореи и Вьетнама до Сирии сегодня                                               | 22 781 — 5 634 80 % — 20 %                                   |                                                              |                                                              |                                                              |                                                              |                |          |